# Agromyza hiemalis
Agromyza hiemalis este o specie de muște din genul Agromyza, familia Agromyzidae, descrisă de Becker în anul 1908.
Este endemică în Insulele Canare. Conform Catalogue of Life specia Agromyza hiemalis nu are subspecii cunoscute.